# Idomenta luteipalpis
Genre
Espèce
Idomenta luteipalpis, unique représentant du genre Idomenta, est une espèce d'opilions laniatores de la famille des Gonyleptidae.

## Distribution
Cette espèce est endémique du Rondônia au Brésil. Elle se rencontre vers Porto Velho.

## Description
Le mâle holotype mesure 5,5 mm.

## Publication originale
- Roewer, 1932 : « Weitere Weberknechte VII (7. Ergänzung der: "Weberknechte der Erde", 1923) (Cranainae). » Archiv für Naturgeschichte, (N.F.), vol. 1, p. 275–350.